# Liste der Präsidenten von El Salvador

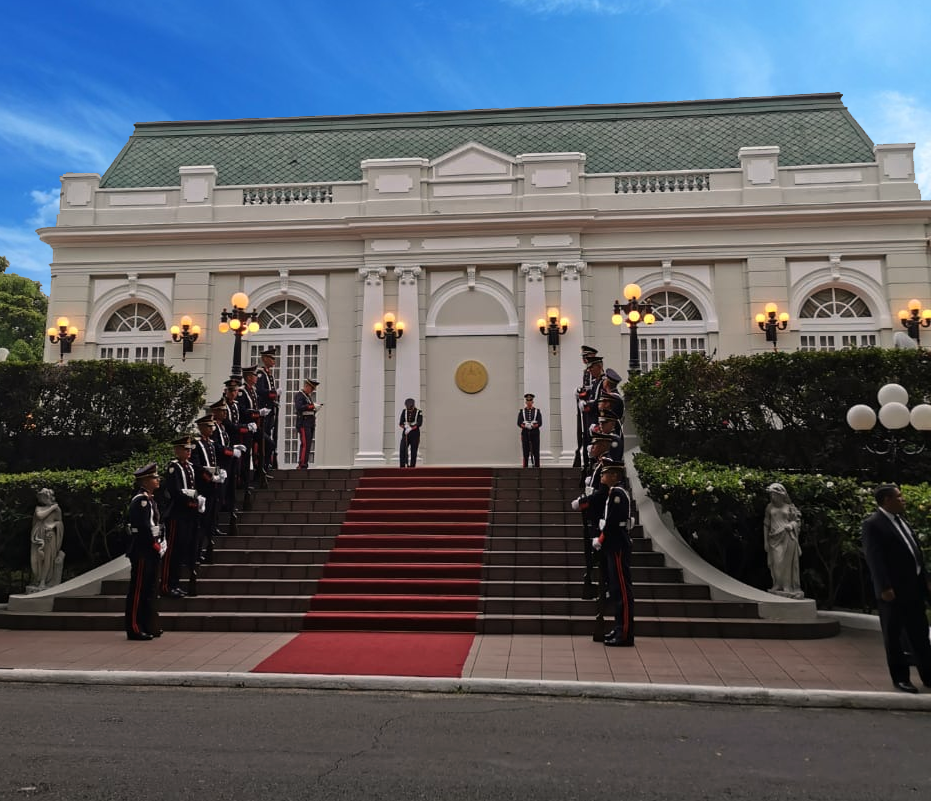
Casa Presidencial, Amtssitz des Präsidenten

Liste der Präsidenten von El Salvador:
| Name                                                            | Lebensdaten | Amtszeit                              |
| --------------------------------------------------------------- | ----------- | ------------------------------------- |
| Juan Lindo y Zelaya                                             | 1790–1857   | 7. Januar 1841 – 1. Februar 1842      |
| Antonio José Cañas Quintanilla                                  | 1785–1844   | 1. Februar 1842                       |
| José Escolastico Marín                                          | ?–1846      | 1. Februar 1842 – 14. April 1842      |
| Juan José Guzmán                                                | 1797–1847   | 14. April 1842 – 30. Juni 1842        |
| Dionisio Villacorta                                             |             | 30. Juni 1842 – 26. September 1842    |
| Juan José Guzmán                                                | s. o.       | 26. September 1842 – 1. Februar 1844  |
| Pedro Arce y Fagoaga                                            | 1801–1871   | 1. – 7. Februar 1844                  |
| Francisco Malespín                                              | 1806–1846   | 5. Februar 1844 – 25. Oktober 1844    |
| Joaquín Eufrasio Guzmán                                         | 1801–1875   | 25. Oktober 1844 – 16. Februar 1845   |
| Fermín Palacios                                                 |             | 16. Februar 1845 – 20. Februar 1846   |
| Eugenio Aguilar Gonzalez Batres                                 | 1804–1879   | 20. Februar 1846 – 1. Februar 1848    |
| Tomás Medina Menéndez                                           | 1803–1884   | 1. Februar 1848 – 3. Februar 1848     |
| José Félix Quirós                                               | 1811–1883   | 3. Februar 1848 – 7. Februar 1848     |
| Doroteo Vasconcelos                                             | 1803–1883   | 7. Februar 1848 – 1. März 1851        |
| Jose Felix Quiróz                                               | s. o.       | 1. März 1851 – 1. Januar 1852         |
| Francisco Dueñas Díaz                                           | 1810–1884   | 1. Januar 1852 – Februar 1854         |
| José María San Martín y Ulloa                                   | 1811–1857   | 15. Februar 1854 – 1. Februar 1856    |
| Rafael Campo Pomar                                              | 1813–1890   | 12. Februar 1856 – 1. Januar 1858     |
| Lorenzo Zepeda                                                  | 1813–1858   | 1. – 7. Januar 1858                   |
| Miguel Santín del Castillo                                      | 1830–1880   | 7. Januar 1858 – 24. Januar 1859      |
| Joaquín Eufrasio Guzmán                                         | s. o.       | 24. Januar 1859 – 15. Februar 1859    |
| José María Peralta                                              | 1807–1883   | 15. Februar 1859 – 12. März 1859      |
| Gerardo Barrios                                                 | 1813–1865   | 12. März 1859 – 26. Oktober 1863      |
| Francisco Dueñas Díaz                                           | 1810–1884   | 12. Februar 1863 – 12. Februar 1871   |
| Santiago González Portillo                                      | 1818–1887   | 15. April 1871 – 11. Januar 1876      |
| Andrés Vallés                                                   | 1833–1888   | 12. Januar 1876 – 19. Juli 1876       |
| Rafael Zaldívar y Lazo                                          | 1834–1903   | 19. Juli 1876 – 6. April 1884         |
| Ángel Guirola de la Cotera                                      | 1826–1910   | 6. April – 21. August 1884            |
| Rafael Zaldívar y Lazo                                          | 1834–1903   | 21. August 1884 – 14. Mai 1885        |
| Francisco Menéndez                                              | 1830–1890   | 22. Mai 1885 – 22. Juni 1890          |
| Carlos Ezeta                                                    | 1852–1903   | 22. Juni 1890 – 16. Juni 1894         |
| Rafael Antonio Gutiérrez                                        | 1845–1921   | 21. Juni 1894 – 13. November 1898     |
| Tomás Regalado                                                  | 1861–1906   | 13. November 1898 – 1. März 1903      |
| Pedro José Escalón                                              | 1847–1923   | 1. März 1903 – 28. Februar 1907       |
| Fernando Figueroa                                               | 1849–1919   | 1. März 1907 – 28. Februar 1911       |
| Manuel Enrique Araujo                                           | 1865–1913   | 1. März 1911 – 9. Februar 1913        |
| Carlos Meléndez                                                 | 1861–1919   | 11. Februar 1913 – 28. August 1914    |
| Alfonso Quiñónez Molina                                         | 1874–1950   | 29. August 1914 – 28. Februar 1915    |
| Carlos Meléndez                                                 | 1861–1919   | 1. März 1915 – 28. Februar 1919       |
| Jorge Meléndez                                                  | 1871–1953   | 1. März 1919 – 28. Februar 1923       |
| Alfonso Quiñónez Molina                                         | 1874–1950   | 1. März 1923 – 28. Februar 1927       |
| Pío Romero Bosque                                               | 1860–1935   | 1. März 1927 – 28. Februar 1931       |
| Arturo Araujo                                                   | 1878–1967   | 1. März 1931 – 29. Februar 1932       |
| Maximiliano Hernández Martínez                                  | 1882–1966   | 1. März 1932 – 9. Mai 1944            |
| Andrés Ignacio Menéndez                                         | 1879–1962   | 9. Mai 1944 – 21. Oktober 1944        |
| Osmín Aguirre y Salinas                                         | 1889–1977   | 21. Oktober 1944 – 8. März 1945       |
| Salvador Castaneda Castro                                       | 1888–1965   | 8. März 1945 – 15. Dezember 1948      |
| Manuel de Jesús Córdoba Consejo Revolucionario de Gobierno      | 1911–?      | 15. Dezember 1948 – 19. Februar 1949  |
| Óscar Osorio Hernández                                          | 1910–1969   | 19. Februar 1949 – 14. September 1956 |
| José María Lemus López                                          | 1911–1993   | 15. September 1956 – 26. Oktober 1960 |
| Miguel Ángel Castillo Junta Cívico-Militar                      | 1915–?      | 29. Oktober 1960 – 25. Januar 1961    |
| Anibal Portillo Directorio Cívico-Militar                       | 1914–2010   | 25. Januar 1961 – 25. Januar 1962     |
| Eusebio Rodolfo Cordón Cea                                      | 1899–1966   | 25. Januar 1962 – 30. Juni 1962       |
| Julio Adalberto Rivera Carballo                                 | 1921–1973   | 1. Juli 1962 – 30. Juni 1967          |
| Fidel Sánchez Hernández                                         | 1917–2003   | 1. Juli 1967 – 30. Juni 1972          |
| Arturo Armando Molina                                           | 1927–2021   | 1. Juli 1972 – 30. Juni 1977          |
| Carlos Humberto Romero                                          | 1924–2017   | 1. Juli 1977 – 15. Oktober 1979       |
| Jaime Abdul Gutiérrez Avendano Junta Revolucionaria de Gobierno | 1936–2012   | 15. Oktober 1979 – 13. Dezember 1980  |
| Adolfo Arnoldo Majano Ramos Junta Revolucionaria de Gobierno    | * 1938      | 15. Oktober 1979 – 13. Dezember 1980  |
| José Napoleón Duarte                                            | 1925–1990   | 13. Dezember 1980 – 29. April 1982    |
| Álvaro Alfredo Magaña Borja                                     | 1925–2001   | 29. April 1982 – 1. Juni 1984         |
| José Napoleón Duarte                                            | 1925–1990   | 1. Juni 1984 – 1. Juni 1989           |
| Alfredo Cristiani Burkard                                       | * 1947      | 1. Juni 1989 – 1. Juni 1994           |
| Armando Calderón Sol                                            | 1948–2017   | 1. Juni 1994 – 1. Juni 1999           |
| Francisco Flores Pérez                                          | 1959–2016   | 1. Juni 1999 – 1. Juni 2004           |
| Antonio Saca                                                    | * 1965      | 1. Juni 2004 – 1. Juni 2009           |
| Mauricio Funes                                                  | 1959–2025   | 1. Juni 2009 – 1. Juni 2014           |
| Salvador Sánchez Cerén                                          | * 1944      | 1. Juni 2014 – 1. Juni 2019           |
| Nayib Bukele                                                    | * 1981      | 1. Juni 2019 – 1. Dezember 2023       |
| Claudia Rodríguez de Guevara                                    |             | 1. Dezember 2023 – 1. Juni 2024       |
| Nayib Bukele                                                    | * 1981      | 1. Juni 2024 – amtierend              |